# ディオゴ・デ・メスキータ

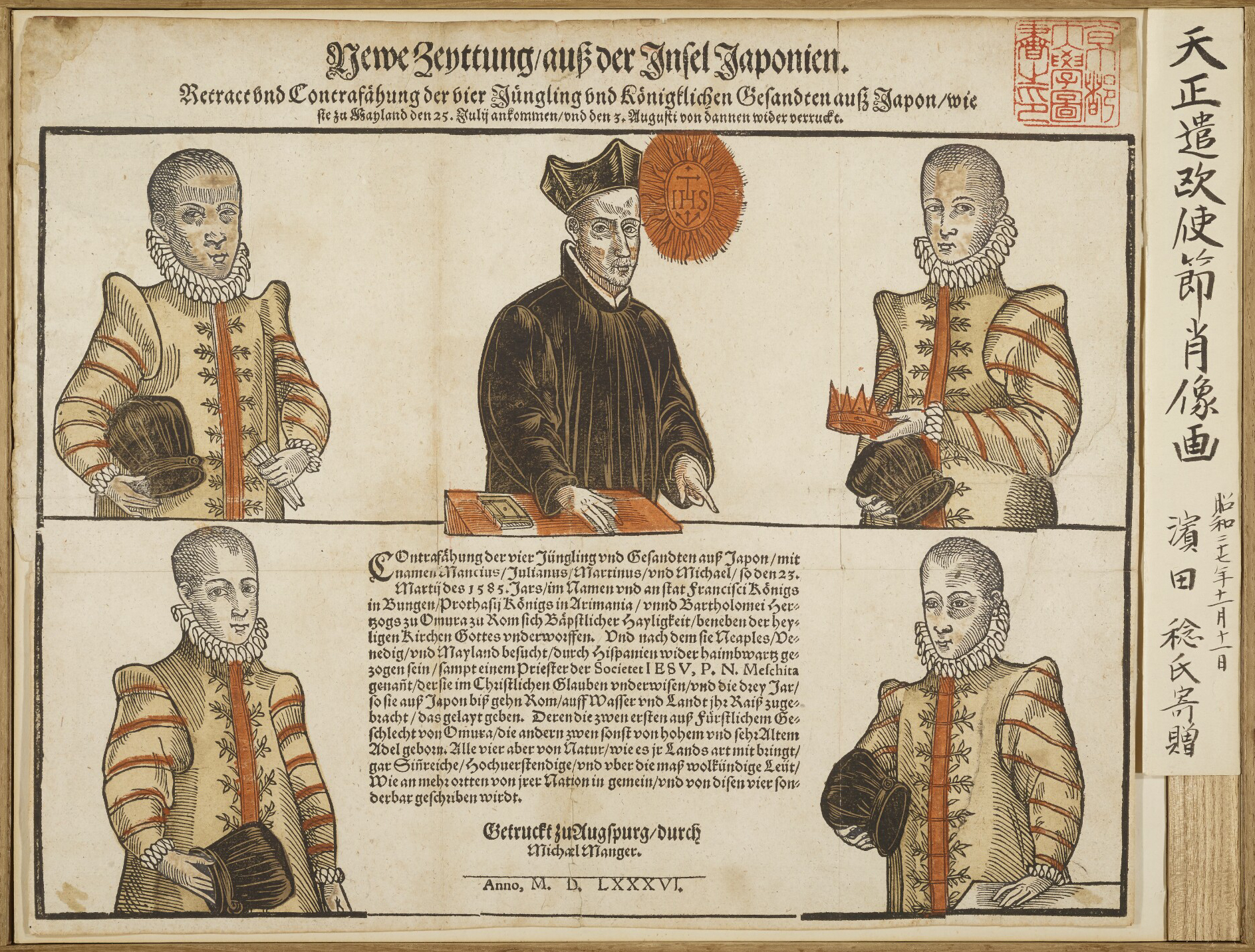
中央の人物がメスキータ。右上は伊東マンショ、右下は千々石ミゲル、左上は原マルティノ、左下は中浦ジュリアン。

ディオゴ・デ・メスキータ（Diogo de Mesquita、1553年 - 1614年11月4日）は、ポルトガルのイエズス会宣教師。

## 経歴・人物
ポルト（メイアンフリオ）に生まれ、1577年（天正5年）に同じイエズス会士でスペイン人宣教師のペドロ・ラモンらと共に来日する。その後は日本語が上達した事により、1580年（天正8年）には安土（現在の滋賀県近江八幡市）にて布教活動を行った。その後はイタリア人宣教師のアレッサンドロ・ヴァリニャーノからの推薦により、伊東マンショや千々石ミゲル等が正使として派遣された天正遣欧少年使節の通訳及び世話役となり彼らと同行する。
その後はマカオにて司祭となり、ヨーロッパの津々浦々を訪問し1590年（天正18年）に帰国した。翌1591年（天正19年）にはヴァリニャーノやマンショら使節団と共に豊臣秀吉と謁見し、1595年（文禄4年）からは天草を経て長崎のコレジオの院長となる。1603年（慶長8年）には同地の酒屋町にてキリスト教の病院だった「サンティアゴ病院」を建設し、同医院に入院している患者の救護にも携わった。1611年（慶長16年）には同行した天正遣欧少年使節のメンバーだった原マルティノが和訳したキリシタン版の活版印刷の発展に貢献したが、1614年（慶長19年）に江戸幕府よりキリシタン追放令が発令され離日を余儀なくされる。その際に長崎の十禅寺浜（現在の福田本町付近）の漁民の小屋にて乗船を待機していた際に病気により逝去した。

## 登場する作品
- 信長 KING OF ZIPANGU（NHK大河ドラマ、1992年）演：ファビオ・ブッソーティ